# Mehmet Okur
Mehmet Murat Okur (* 26. Mai 1979 in Yalova) ist ein ehemaliger türkischer Basketballspieler, der zwischen 2002 und 2012 in der nordamerikanischen Profiliga NBA aktiv war. 2012 beendete Okur seine Karriere bei den Portland Trail Blazers. Während seiner NBA-Zeit spielte er für die Detroit Pistons, mit denen er 2004 die Meisterschaft gewann, für die Utah Jazz, mit denen er einmal NBA All-Star wurde, und die New Jersey Nets.

## Karriere
Mehmet Okur ist in der Jugend des türkischen Traditionsvereins Efes Pilsen Istanbul groß geworden. Schon in jungen Jahren feierte er Erfolge mit der türkischen U 22, als er bei den Weltmeisterschaften 1997 großen Anteil daran hatte, dass die Türken Juniorenweltmeister wurden. 2001 wurde er mit der türkischen Nationalmannschaft Vize-Europameister. Im Finale unterlagen sie Serbien und Montenegro um Peja Stojaković. Seine Profikarriere begann er 1997 bei Oyak Renault. Von 1998 bis 1999 spielte Mehmet Okur bei Tofas Bursa. Dort gewann er mit der Mannschaft zweimal die türkische Meisterschaft. 2000 bis 2001 spielte er bei Efes Pilsen. Diese holte 2001 die türkische Meisterschaft, ehe er im gleichen Jahr an 37. Stelle von den Detroit Pistons gedraftet wurde.

### NBA
Seinen ersten NBA-Einsatz hatte er im darauf folgenden Jahr. Zwei Spielzeiten absolvierte er für die Pistons, mit denen er 2004 den NBA-Titel errang. Wegen des Salary Caps in der NBA waren die Detroit Pistons nicht in der Lage, seiner Gehaltsforderung nachzukommen und mussten ihn zu den Utah Jazz ziehen lassen. Dort unterzeichnete er einen Sechsjahresvertrag mit einer Gage von 50 Millionen US-Dollar und erhielt auf Anhieb mehr Spielzeit.
Für einen Basketballer seiner Größe (2,11 m, 119 kg) verfügte Memo über eine gute Wurftechnik. Die Saison 2005/06 war seine erfolgreichste Spielzeit. Er war der einzige Spieler seiner Mannschaft, der an allen Begegnungen (82 Spiele) teilnahm. Auch in der Saison 2004/05 nahm er bereits an jedem Spiel teil, startete aber nur sporadisch.
Er war 2005/06 sowohl Topscorer als auch bester Rebounder seines Teams. Er hatte in der Kategorie Punkte seinen Schnitt von 12,9 Punkten pro Spiel auf 18,0 Punkten pro Spiel, in der Kategorie Rebounds seinen Schnitt von 7,5 auf 9,1 verbessert. Beides waren auch seine Karrierebestwerte. In der 2005/2006er Saison gelangen Okur 15 double-doubles. Dadurch war er einer der Topanwärter auf die Auszeichnung NBA Most Improved Player (meistverbessertern Spieler der Saison). 
Okur wurde 2007 nachträglich als erster türkischer Spieler überhaupt für das NBA All-Star Game nominiert. Er ist nach Adrian Dantley (1980–82, ‘84–86), Mark Eaton (1989), Rickey Green (1984), Andrei Kirilenko (2004), Karl Malone (1988–02), Pete Maravich (1977–79), Len Robinson (1978), John Stockton (1989–97, ‘00) und Carlos Boozer (2007) erst der zehnte Spieler in der Jazz-Geschichte, dem das gelang.
Die kommenden Jahre brachte Okur als startender Center konstante gute Leistungen für die Jazz. Er kam zwischen 2007 und 2010 auf etwa 16 Punkte und 7 Rebounds im Schnitt. An der Seite von Deron Williams, Carlos Boozer und Andrei Kirilenko stellten die Jazz eine der stärksten Starting Fives der Liga. Okur qualifizierte sich mit den Jazz ab 2007 jedes Mal für die Playoffs, mehr als eine Conference-Final-Teilnahme (2007) war für die Jazz jedoch nicht drin.
Aufgrund von Achillesverletzungen, absolvierte Okur in der Saison 2010/11 nur 13 Spiele und fiel gänzlich aus der Rotation der Jazz. Seine Karrierestatistiken in Punkten (4,9 Punkte pro Spiel) und Rebounds (2,3 Rebounds pro Spiel) fielen auf ein Karrieretief.
Aufgrund des Lockouts vor Beginn der Saison 2011/12 unterschrieb Okur einen Vertrag beim türkischen Club Türk Telekomspor. Dieser Vertrag galt bis zum Ende des Lockouts. Bei den Jazz hatte Okur aufgrund der Verpflichtung von Enes Kanter keine Zukunft mehr und wurde zum Transfer angeboten. Am 23. Dezember 2011 wurde Okur im Austausch für einen künftigen Zweitrunden-Draftpick zu den New Jersey Nets transferiert. Für die Nets spielte Okur bis März 2012 insgesamt 17 Spiele und wurde im März 2012 von den Nets zu den Portland Trail Blazers getradet, für die er jedoch nie auflief und kurz darauf entlassen wurde. Noch im selben Jahr erklärte er seinen Rücktritt vom Profisport. Okur kam in seiner Karriere auf 13,5 Punkte und 7,0 Rebounds im Schnitt.
Nach seiner Karriere kehrte Okur 2014 zu den Jazz zurück und übernahm dort administrative Aufgaben im Teambereich. Im September 2016 wurde Okur Assistenztrainer unter Trainer Earl Watson bei den Phoenix Suns.

## Erfolge und Auszeichnungen
- NBA-Champion 2004
- NBA All-Star 2007